# ГЕС Вербано
ГЕС Вербано — гідроелектростанція на південному сході Швейцарії. Складає четвертий (останній) ступінь гідровузла Маджія, створеного в сточищі однойменної річки (права притока Тічино, що впадає у середню течію останньої — озеро Маджоре) на південному схилі Лепонтинських Альп.
Вода, відпрацьована на третьому ступені ГЕС Cavergno, а також отримана із четвертого рівня водозаборів на Маджії та її правій притоці Бавоні подається у дериваційний тунель. Він має довжину 24 км та на своєму шляху через гірський масив правобережжя Маджії отримує додатковий ресурс із водозаборів на її притоках Rovana-di-Campo, Ri-del-Boschetto, Ri-d'Alzasca, Ri-di-Dentro, а також із річки Isorno. Остання є лівою притокою річки Melezza (права притока Маджії), на якій створений кінцевий пункт маршруту зазначеного дериваційного тунелю — водосховище Palagnedra площею поверхні 0,25 км2 з об'ємом 4,3 млн м3. Його утримує арково-гравітаційна гребля висотою 72 метри та довжиною 120 метрів, на спорудження якої витратили 65 тис. м3 матеріалу.
Зі сховища Palagnedra починається ще один дериваційний тунель до машинного залу на узбережжі озера Маджоре. Первісно основне обладнання станції складалось з чотирьох турбін типу Френсіс потужністю по 25 МВт, а в 1973 році до них додали п'яту такого ж типу потужністю 50 МВт. При середньому напорі у 255 метрів це забезпечує виробництво 507 млн кВт·год електроенергії на рік (найвищий показник у складі гідровузла Маджіо). Відпрацьована вода потрапляє до озера Маджоре.
Як і інші об'єкти гідровузла Маджія, Вербано керується дистанційно з диспетчерського центру Локарно.